# Darth Vader
Darth Vader là một nhân vật hư cấu trong tác phẩm Star Wars , xuất hiện như là một trong những nhân vật phản diện chính trong 3 bộ phim gốc và là nhân vật chính trong ba phần prequel triology.
Trong bộ phim ông vốn là một Hiệp sĩ Jedi tên là Anakin Skywalker đã sa ngã theo mặt tối của Thần lực; ông cũng được tiết lộ là cha đẻ của cả Luke Skywalker và Công chúa Leia, hai nhân vật chính của ba bộ phim gốc. Vader cuối cùng được cứu rỗi trong Star Wars Episode VI: Return of the Jedi, khi ông hy sinh bản thân để cứu con của mình là Luke.
Nhân vật này được tạo ra bởi George Lucas và được nhiều diễn viên vào vai. Sự xuất hiện của ông (với vai trò là cả Vader và Anakin) trải dài trên tất cả sáu phim Star Wars, và là một nhân vật quan trọng trong thế giới của loạt phim truyền hình này bao gồm cả trò chơi điện tử, tiểu thuyết, văn học và truyện tranh. Câu chuyện của ông tuy kết thúc ở phần VI nhưng sự hiện diện của ông còn ảnh hưởng tới cả ba phần sau
Darth Vader đã có một tác động lớn tới văn hóa thế giới, tên ông được coi là một từ đồng nghĩa với quyền lực và sự xấu xa.

## Khái niệm và sáng tạo

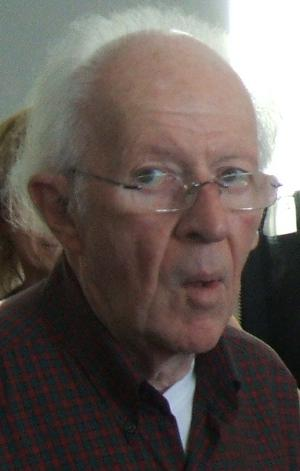
Ralph McQuarrie, tác giả của Darth Vader, viếng thăm ILM năm 2008

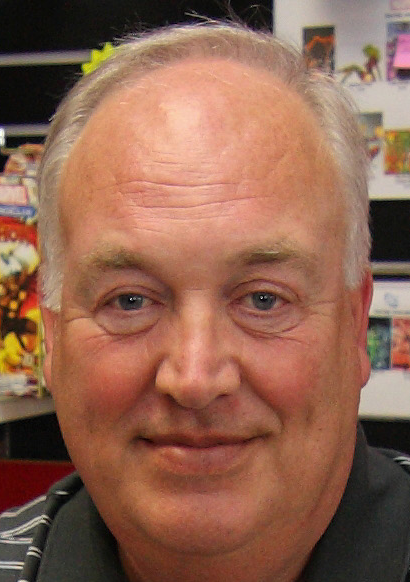
Brian Muir làm trang phục cho Darth Vader bằng cách sử dụng thiết kế của Ralph McQuarrie.

Thiết kế của Darth Vader được thể hiện trong một triển lãm "Star Wars". Trang phục của Darth Vader bao gồm một mũi vỗ cánh trong gió và một mũ bảo hiểm rộng vành tương tự như của một samurai thời trung cổ. Những người làm trang phục, Bermans Nathans và John Mollo hoàn thành nhân vật với các yếu tố từ 4 bộ phận riêng biệt: một áo choàng tu sĩ từ các bộ phận trong Giáo hội, một mũ bảo hiểm của Đức thời Chiến tranh thế giới thứ hai và mặt nạ khí quân sự, một bộ áo trong bằng da làm từ các bộ phận xe gắn máy, và ngực kim loại của giáp trụ từ thời Trung cổ.

Trong bản thảo đầu tiên của Star Wars miêu tả một vị tướng cao lớn, đen tối tên là Darth Vader, nhân vật đến gần với mô tả nhất của nhân vật này nằm trong tập phim thứ hai . Một nhân vật có tên là "Anakin Skywalker" cũng xuất hiện trong một bản thảo ban đầu của Star Wars, có vai trò tương tự như Luke Skywalker, như là người con trai 16 tuổi của một chiến binh được tôn trọng . Mặt nạ Vader của Ralph McQuarrie là một phần bộ áo không gian của Vader và không nhằm mục đích là một phần của trang phục thường xuyên . Brian Muir điêu khắc trang phục của Darth Vader dựa trên thiết kế của McQuarrie .
Sau khi Star Wars Episode IV: A New Hope thành công, Lucas thuê tác giả khoa học viễn tưởng Leigh Brackett viết Star Wars II (sau đó đổi thành Star Wars Episode V: Empire Strikes Back). Họ tổ chức một hội nghị và vào cuối tháng 11 năm 1977, Lucas đã sản xuất một bản điều chỉnh viết tay được gọi là The Empire Strikes Back. Bản điều chỉnh rất tương tự như bộ phim cuối cùng, ngoại trừ việc Darth Vader không tiết lộ ông là cha của Luke. Trong dự thảo đầu tiên mà Brackett sẽ viết ra, cha của Luke xuất hiện như một bóng ma để hướng dẫn Luke . George Lucas đã thất vọng với kịch bản, nhưng Brackett chết vì ung thư trước khi ông có thể thảo luận nó với cô . Với việc không nhà văn nào có sẵn, Lucas đã phải viết dự thảo tiếp theo của riêng mình. Trong dự thảo này, ông đã sử dụng một thay đổi cốt truyện mới: Darth Vader tự xưng là cha của Luke. Theo Lucas, ông nhận thấy bản dự thảo này là rất thú vị để viết, vì sự trái ngược với các cuộc đấu tranh lâu năm bằng văn bản cho bộ phim đầu tiên .
Câu chuyện mới này chỉ ra rằng Darth Vader là cha của Luke đã có tác động quyết liệt trên bộ phim. Michael Kaminski lập luận trong cuốn sách của mình rằng nó không những là điểm cốt truyện nghiêm túc được xem xét hoặc thậm chí hình thành trước năm 1978 và là bộ phim đầu tiên rõ ràng được điều hành theo một cốt truyện thay thế nơi Vader là một nhân vật riêng biệt từ cha của Luke ; không có một tham chiếu duy nhất đến thời điểm này của cốt truyện trước năm 1978. Sau khi có văn bản dự thảo thứ hai và thứ ba của Empire Strikes Back với điểm mới này được giới thiệu, Lucas xem xét cốt truyện mới mà ông đã tạo ra: Anakin Skywalker vốn là Padawan xuất sắc của Obi-Wan Kenobi và có một đứa con tên là Luke, nhưng đã bị ảnh hưởng đến mặt tối của Hoàng đế Palpatine (một người đã trở thành Sith - Darth Sidious - và không chỉ đơn giản là một chính trị gia). Anakin chiến đấu với Kenobi trên một ngọn núi lửa và đã bị thương nặng, nhưng sau đó được hồi sinh như là Darth Vader. Trong khi đó, Kenobi giấu Luke trên Tatooine trong khi Darth Sidious trở thành Hoàng đế chuyên chế và Vader tiến hành săn lùng và giết chết các Jedi một cách có hệ thống (Sắc lệnh 66) . Sự thay đổi nhân vật này do đó cung cấp một bàn đạp để cốt truyện nền tảng "Tragedy of Darth Vader" của phần trước .
Đối với Star Wars Episode I: The Phantom Menace, bộ phim đầu tiên trong bộ ba phần trước, Lucas tạo ra Anakin 9 tuổi để làm khởi hành của nhân vật từ mẹ của mình  Trailer của The Phantom Menace tập trung vào Anakin, và một tấm áp phích cho cậu ta cái bóng Vader nhằm thông báo cho khán giả về số phận cuối cùng của nhân vật . Bộ phim cuối cùng đạt được một mục tiêu chính của việc giới thiệu khán giả với Anakin Skywalker .
Sau khi quyết định tạo ra các phần trước, ông chỉ ra rằng loạt phim sẽ là một bi kịch giám định sự tha hóa của Anakin Skywalker theo mặt tối. Ông cũng thấy rằng phần trước có thể hình thành sự khởi đầu của một câu chuyện dài bắt đầu với thời thơ ấu của Anakin và kết thúc với cái chết của ông. Đây là bước cuối cùng đối với việc biến loạt phim thành một "Saga" .
Michael Kaminski trong The Secret History of Star Wars cung cấp bằng chứng rằng các vấn đề trong sự sa ngã của Anakin theo mặt tối nhắc nhở Lucas để làm thay đổi lớn câu chuyện, đầu tiên sửa đổi các chuỗi mở đầu của Star Wars Episode III: Revenge of the Sith có Palatine bị bắt cóc và người học việc của mình, Bá tướcDooku, bị sát hại bởi Anakin như hành động đầu tiên trong sự sa ngã của anh theo mặt tối . Sau khi việc nhiếp ảnh đã được hoàn thành vào năm 2003, Lucas đã làm thay đổi nhân vật Anakin nhiều hơn, viết lại lần lượt sự chuyển sang mặt tối và sự tha hóa của anh từ sự ân sủng được thúc đẩy bởi mong muốn cứu vợ của mình, Padmé Amidala chứ không phải là phiên bản trước, trong đó lý do này là một trong nhiều cái khác, rằng ông thực sự tin rằng các Jedi âm mưu chiếm Cộng Hòa. Sự viết lại này cơ bản đã hoàn thành cả việc thông qua việc chỉnh sửa các cảnh quay chính, và những cảnh mới và được sửa đổi, bổ sung quay trong quá trình nhận vào năm 2004 .

### Miêu tả
Kích thước và tầm vóc của vận động viên thể hình David Prowse cho phép ông vừa với trang phục Darth Vader trong bộ ba Star Wars gốc, mặc dù diễn viên đóng thế Bob Anderson đóng vai Vader trong các cảnh đánh nhau dữ dội bằng lightsaber trong The Empire Strikes Back và Return of the Jedi . Sebastian Shaw ban đầu mô tả Vader tháo mặt nạ trong Return of the Jedi, mặc dù Hayden Christensen thay thế sự xuất hiện của Shaw là Darth Vader trong hình dạng linh hồn của DVD phát hành năm 2004. James Earl Jones, người lồng giọng nói cho Darth Vader, ban đầu không được ghi nhận trong A New Hope và The Empire Strikes Back vì Jones cảm thấy đóng góp của ông là quá nhỏ để được công nhận .
Jake Lloyd đã được lựa chọn từ hơn 3.000 diễn viên trẻ tiềm năng để đóng Anakin Skywalker trong Star Wars The Phantom Menace . Giám đốc Robin Gurland ban đầu nghĩ rằng Lloyd còn quá trẻ để đóng vai, tuy nhiên, trong một cuộc họp khác vài năm sau đó, Gurland lại tin Lloyd là một sự lựa chọn thích hợp cho bộ phim .
Hayden Christensen đóng vai Anakin Skywalker trong Attack of the Clones và Revenge of the Sith; anh cũng mặc áo giáp Darth Vader trong những cảnh cuối cùng của bộ phim. Mat Lucas lồng tiếng cho loạt phim hoạt hình Clone Wars và là ngôi sao trong nhiều trò chơi điện tử Star Wars. Matt Lanter lồng tiếng cho nhân vật trong bộ phim CGI The Clone Wars và loạt phim truyền hình tiếp theo.

## Xuất hiện

### Phim

#### Bộ ba gốc

Sebastian Shaw là Anakin Skywalker, cởi mặt nạ trong Return of the Jedi (1983)

Darth Vader được giới thiệu trong Star Wars Episode IV: A New Hope (1977) là một người máy tàn nhẫn theo đuổi nhân vật chính của bộ phim. Vader có trách nhiệm khôi phục sơ đồ kỹ thuật của Death Star bị đánh cắp bởi Liên minh Nổi loạn, những người tìm cách lật đổ Đế chế. Obi-Wan Kenobi nói với Luke Skywalker rằng Vader là một cựu Jedi đã "phản bội và giết chết" cha của Luke. Obi-Wan và Luke - cùng với tay buôn lậu Han Solo và Chewbacca cùng 2 droids R2-D2 và C-3PO - giúp Công chúa Leia Organa thoát khỏi Death Star. Vader giết chết Obi-Wan trong một trận đấu lightsaber và sau đó thoát khỏi sự phá hủy của Death Star trong cảnh cuộc chiến của phim.
Star Wars Episode V: The Empire Strikes Back (1980), 3 năm sau đó, mô tả Vader lãnh đạo hạm đội Imperial trong việc theo đuổi Rebel. Hoàng đế Palpatine (Clive Revill; Ian McDiarmid trong các bộ phim sau này), sự phụ Sith của Vader, nói với Vader rằng "những đứa con của Anakin Skywalker" không được trở thành Jedi; Vader hứa hẹn rằng ông sẽ đưa Luke theo mặt tối. Vader bắt giữ Leia, Han, Chewbacca và C-3PO trên Cloud City, sử dụng họ làm mồi dụ Luke, người đã được đào tạo như một Jedi bởi Yoda (Frank Oz). Trong trận đấu lightsaber, Vader cắt đứt tay phải của Luke và tiết lộ rằng ông là cha của Luke; sau đó ông cố gắng thiết phục Luke chuyển đổi sang mặt tối và giúp ông lật đổ Palpatine để họ có thể "cai trị thiên hà như cha và con trai". Kinh hoàng, Luke ném mình vào trong lõi lò phản ứng của Cloud City, cuối cùng trốn thoát trên chiếc Millennium Falcon. Trên tàu Star Destroyer của mình, Vader nói bằng thần giao cách cảm với Luke rằng nó số phận của anh là tham gia vào mặt tối .
Star Wars Episode VI: Return of the Jedi (1983), Yoda trước khi chết xác nhận với Luke rằng Vader thực sự là cha của anh; khoảnh khắc sau đó, linh hồn Obi-Wan nói với Luke rằng anh có một em gái sinh đôi - người mà Luke ngay lập tức hiểu ngay là Leia - và rằng Luke phải đối đầu với cha của mình để cứu cuộc nổi dậy. Luke đầu hàng chính mình cho lực lượng Imperial, hy vọng biến cha của mình trở lại "mặt sáng". Vader mang Luke vào Death Star II, nơi Palpatine cố gắng lôi kéo Luke theo mặt tối. Trong cuộc đấu tay đôi của họ, Vader biết danh tính thực sự của Leia và đe dọa biến cô theo mặt tối nếu Luke không quy phục. Tức giận, Luke tấn công và áp chế Vader, cắt đứt cánh tay cơ khí phải của ông. Ở phút cuối cùng, Luke nhận ra rằng mình đang sắp chịu chung số phận của cha mình và từ chối lệnh của Palpatine giết Vader và thay thế ông. Palpatine tức giận bắn sét Thần lực vào Luke, người cầu xin cha mình giúp đỡ. Hình ảnh đau khổ của con trai đã phá vỡ giữ mặt tối của Vader, người giết chết Palpatine bằng cách ném ông ta vào lò phản ứng của Death Star: trong quá trình này, tuy nhiên, ông bị trọng thương do sét của Palpatine. Anakin Skywalker cứu rỗi nhờ Luke cởi bỏ mũ bảo hiểm của mình; trong hơi thở cuối cùng, Anakin nói cho con trai của mình rằng ông rốt cuộc vẫn còn phần tốt bên trong. Luke trốn thoát với thi thể của cha mình, vốn được đốt trên giàn thiêu trong đám tang. Cùng đêm đó, Rebel kỷ niệm sự phá hủy của Death Star và sự sụp đổ của Empire, và Luke nhìn thấy linh hồn của Anakin đứng cùng với linh hồn của Obi-Wan và Yoda .

#### Bộ ba phần trước

Anakin Skywalker được miêu tả bởi Jake Lloyd trong The Phantom Menace (1999), Hayden Christensen trong Attack of the Clones (2002), và Sebastian Shaw trong Return of the Jedi (1983). Shaw bằng kỹ thuật số được thay thế bằng cảnh quay của Christensen trong DVD Return of the Jedi năm 2004

Anakin Skywalker xuất hiện như là một nô lệ 9 tuổi trong Star Wars Episode I: The Phantom Menace (1999). Cậu được nuôi dưỡng trên hành tinh Tatooine bởi mẹ của mình, Shmi (Pernilla August), Anakin không có cha, ngụ ý là được đản sinh . Cậu bé cũng là một phi công và kỹ sư có năng khiếu và có khả năng "nhìn thấy mọi thứ trước khi chúng xảy ra". cậu thậm chí còn tạo ra Droid giao thức riêng của mình, C- 3PO. Sư phụ Jedi Qui-Gon Jinn (Liam Neeson) gặp cậu bé sau khi hạ cánh khẩn cấp trên Tatooine và bị cậu bé thuyết phục là "Người được chọn", báo trước bởi một lời tiên tri Jedi là một trong những người sẽ mang lại sự cân bằng cho Thần lực. Anakin giành được tự do của mình trong một cuộc đua, nhưng buộc phải rời đi mà không có mẹ. Qui-Gon mang Anakin tới Hội đồng Jedi, những người đã cấm đào tạo cậu dựa trên cơ sở rằng tương lai của cậu bé là bị che mờ bởi sự sợ hãi. Trong cuộc xâm lược của Naboo, Anakin giúp đánh bại Trade Federation bằng cách tiêu diệt tàu chỉ huy của họ. Sau khi Qui-Gon bị giết trong cuộc đấu với Chú tể Sith Darth Maul (Ray Park), người học việc của ông là Obi-Wan Kenobi trẻ tuổi (Ewan McGregor), hứa sẽ đào tạo Anakin, một đề nghị mà Hội đồng Jedi miễn cưỡng chấp nhận. Trong bộ phim, Anakin hình thành một liên kết chặt chẽ với Padmé Amidala (Natalie Portman), nữ hoàng của Naboo. Palpatine, mới được bầu làm Thủ tướng Tối cao của Republic, kết bạn với cậu bé, nói với cậu rằng "chúng ta sẽ xem sự nghiệp của bạn với sự ấn tượng tuyệt vời." 
Star Wars Episode II: Attack of the Clones (2002), thiết lập 10 năm sau đó, mô tả Anakin là Padawan học việc của Obi-Wan. Palpatine giao cho Anakin và Obi-Wan điều tra vụ ám sát Padmé, hiện là một thượng nghị sĩ. Anakin đi với cô đến Naboo, nơi họ yêu nhau, mặc dù cảm xúc đính kèm là bị cấm đối với một Jedi. Anakin có một tầm nhìn về mẹ mình trong đau đớn, và đi đến Tatooine, nơi anh biết rằng Shmi bị bắt cóc bởi Tusken Raiders. Anh đi đến trại Tusken, và tìm thấy mẹ của mình bị thương nặng; bà chết trong vòng tay của anh. Vô cùng thịnh nộ, Anakin tàn sát toàn bộ bộ tộc. Anh trở về với cơ thể của mẹ mình và khóc lóc thú nhận tội ác của mình cho Padmé, người an ủi anh. Ngay sau đó, Anakin và Padmé đến Geonosis, hy vọng cứu Obi-Wan từ Jedi biến thành Chúa tể Sith Count Dooku (Christopher Lee) và quân đội Separatists của ông; thay vào đó thì họ bị bắt giữ và bị kết án tử hình. Anakin và Padme thú nhận tình yêu của họ cho nhau ngay trước khi được giải cứu bởi một đội quân chiến binh nhân bản và Jedi. Anakin mất cánh tay phải của mình trong trận đấu lightsaber với Dooku, vốn được thay thế bằng một tay giả. Vào cuối bộ phim, Anakin và Padmé kết hôn trong một buổi lễ bí mật .

Hayden Christensen là Anakin Skywalker trong Revenge of the Sith (2005)

Trong Star Wars Episode III: Revenge of the Sith (2005), 3 năm sau đó, Anakin là một Hiệp sĩ Jedi và anh hùng của Clone Wars. Anh và Obi-Wan dẫn đầu một nỗ lực để giải cứu Palpatine, người bị bắt cóc bởi Dooku và lãnh đạo của Separatist là Tướng Grievous (Matthew Wood). Trong quá trình giải cứu, Anakin đánh bại Dooku trong một trận đấu lightsaber, và chặt đầu ông ta trong máu lạnh bởi sự đôn đốc của Palpatine. Khi trở về Coruscant, Anakin gặp Padmé, người nói với anh là cô đang mang thai con của anh. Đêm đó, anh có một tầm nhìn về Padme chết trong khi sinh con; anh lo ngại nó sẽ trở thành sự thật vì nó tương tự như tầm nhìn đã có của anh về cái chết của mẹ. Trong khi đó, Palpatine cho Anakin làm đại diện của mình trong Hội đồng Jedi; Hội đồng, nghi ngờ quyền lực độc tài của Palpatine tại Thượng viện đã từ chối cho Anakin cấp bậc Sư phụ Jedi, và yêu cầu anh do thám Palpatine, người mà Anakin xem xét như là một người bạn và cố vấn. Tức giận về việc được hướng dẫn để thực hiện những gì mà anh tin rằng sẽ là phản quốc, Anakin bắt đầu mất niềm tin vào các Jedi.
Palpatine cuối cùng tiết lộ cho Anakin rằng ông là Chúa tể Sith Darth Sidious, chủ mưu đằng sau cuộc chiến, và mặt tối giữ sức mạnh để cứu lấy mạng sống của Padmé. Mâu thuẫn, Anakin báo cáo về Palpatine cho Sư phụ Jedi Mace Windu (Samuel L. Jackson). Mặc dù được lệnh ở lại phía sau, Anakin bám theo Windu tới văn phòng của Thủ tướng để đảm bảo việc Palpatine bị bắt sống. Anh đi vào ngay khi Windu sẵn sàng tiêu diệt Palpatine và can thiệp thay mặt Chúa tể Sith, cắt đứt cánh tay cầm lightsaber của Windu; Palpatine sau đó giết chết Windu với một luồng sét Thần lực. Tuyệt vọng để cứu vợ của mình, Anakin đã cam kết mình là người học việc Sith của Palpatine, Darth Vader.
Palpatine phái Vader đi giết tất cả mọi người bên trong ngôi đền Jedi, và sau đó ám sát các nhà lãnh đạo của Separatist trên Mustafar. Padme gặp anh ở đó và xin anh chạy trốn khỏi Palpatine với cô. Anh từ chối, nói rằng cả hai người có thể lật đổ Palpatine và cai trị thiên hà. Khi Obi-Wan xuất hiện từ tàu của Padmé, Vader buộc tội cô âm mưu chống lại mình và sử dụng Thần lực làm cho cô bị bất tỉnh. Vader sau đó giao chiến với Obi-Wan trong một trận đấu lightsaber sử thi, mà kết thúc khi Obi-Wan cắt đứt chân Vader và cánh tay hữu cơ còn lại giữa không trung. Vader sau đó trượt quá gần một dòng dung nham và bốc cháy, đe dọa tính mạng của anh. Obi-Wan nhặt lấy lightsaber của Vader và bỏ đi.
Một lúc sau, Palpatine cứu Vader và tái cấu trúc cơ thể bị hủy hoại của người học việc của mình với tay chân máy và bộ áo giáp màu đen trong A New Hope. Khi Vader lấy lại ý thức, Palpatine nói với anh Padme chết là kết quả từ sự tức giận của Vader. Tin tức về cái chết của cô phá vỡ những gì còn lại của tinh thần Vader, và anh hét lên trong đau đớn. Anh cuối cùng được nhìn thấy là cùng với Palpatine và Grand Moff Tarkin trẻ tuổi (Wayne Pygram) xem việc xây dựng của Death Star đầu tiên .

### Vũ trụ Mở rộng

#### Hoạt hình
Trong loạt phim hoạt hình St Star Wars: Clone Wars (2003), Anakin lồng tiếng bởi Mat Lucas được thực hiện như là một Hiệp sĩ Jedi mặc cho sự lo ngại của Hội đồng. Trong 3 năm tiếp theo chiến đấu trong Clone Wars, Anakin trở thành một huyền thoại trong thiên hà, nổi tiếng với tên gọi "The Hero With No Fear". Những cuộc phiêu lưu của Anakin trong Clone Wars cũng được ghi chép trong loạt truyện tranh Star Wars: Republic. Trong bộ phim hoạt hình The Clone Wars năm 2008 và loạt phim truyền hình tiếp theo, Anakin (lồng tiếng bởi Matt Lanter) có một Padawan học việc tên Ahsoka Tano (lồng tiếng bởi Ashley Eckstein). Trong tập "Ghosts of Mortis", anh nhìn thấy một tầm nhìn khó hiểu của biến đổi cuối cùng của anh thành Darth Vader. Ngoài ra, Darth Vader cũng xuất hiện trong Series Star Wars: Rebels và Star Wars: Galaxy Of Adventures năm 2014 của Disney XD, được lồng tiếng bởi James Earl Jones, người đã lồng tiếng ông trong 3 phần phim gốc và các bộ phim khác như Rogue One: A Star Wars Story (2016)

#### Văn học
Vader xuất hiện nhiều lần trong truyện tranh như Star Wars Tales của Dark Horse Comics và loạt truyện Star Wars (1977-1986) của Marvel Comics. Vader's Quest (1999) mô tả Vader thuê một thợ săn tiền thưởng để mang lại cho ông thông tin về phi công phá hủy Death Star, cuối cùng gặp Luke lần đầu tiên.
Trong cuốn tiểu thuyết Splinter of the Mind's Eye (1978), Vader và Luke giao đấu, và Luke chặt đứt cánh tay phải của Vader . Shadows of the Empire (1996) cho thấy Vader mâu thuẫn trong việc cố gắng biến con trai mình theo mặt tối của Thần lực, và biết sâu sắc rằng vẫn còn có một số điều tốt bên trong ông. Trong Dark Lord: The Rise of Darth Vader của James Luceno (2005), thiết lập một vài tháng sau các sự kiện của Revenge of the Sith, Vader từ bỏ bản chất của mình như là Anakin Skywalker khi ông truy đuổi và giết chết các Jedi còn sống sót một cách có hệ thống và thiết lập vị trí của mình trong Đế chế. Cuốn tiểu thuyết này cũng cho thấy kế hoạch cuối cùng của Vader là lật đổ Palpatine, và rằng ông phản bội Jedi vì ông bực bội sự thất bại của họ trong việc công nhận sức mạnh của mình. Linh hồn được cứu rỗi của Anakin Skywalker xuất hiện trong The Truce at Bakura (1993), thiết lập một vài ngày sau kết thúc của Return of the Jedi. Ông xuất hiện trước Leia, cầu khẩn cô tha thứ. Leia lên án ông về tội ác của mình và xua đuổi ông từ cuộc sống của cô. Ông hứa hẹn rằng ông sẽ ở đó cho đến khi cô cần ông và biến mất. Trong Tatooine Ghost (2003), Leia học cách tha thứ cho cha của mình sau khi biết được về thời thơ ấu của ông như một nô lệ và cái chết của mẹ ông. Trong bộ ba The Dark Nest (2005), Luke và Leia phát hiện ra bản ghi âm cũ của cha mẹ trong ổ đĩa bộ nhớ của R2-D2; lần đầu tiên, họ nhìn thấy sự chào đời của họ và cái chết của mẹ, cũng như của người cha rơi vào mặt tối. Trong The Unifying Force (2003), Anakin nói với cháu trai của mình, Jacen Solo, "đứng vững" trong trận đấu với Supreme Overlord của Yuuzhan Vong. Trong Bloodlines, Jacen - người lúc này chuyển sang mặt tối - sử dụng Thần lực để "xem" Anakin tàn sát các trẻ em tại Ngôi đền Jedi và trở thành Darth Vader.

#### Trò chơi điện tử
Darth Vader (lồng tiếng bởi Matt Sloan) đóng một vai trò trung tâm trong The Force Unleashed (2008). Ông là một nhân vật có thể điều khiển ở màn đầu tiên của trò chơi, nơi ông và quân đội của mình xâm nhập Kashyyyk để săn lùng một Jedi người đã sống sót sự tàn phá của Trật tự Jedi. Vader giết Jedi và bắt cóc người con trai nhạy cảm với Thần lực, được ông nuôi dạy như là người học việc bí mật của mình. Vader gửi người học việc này - nhân vật chính của trò chơi trên các nhiệm vụ khác nhau khắp thiên hà, với một mục tiêu cuối cùng là ám sát Palpatine để Vader có thể tự mình cai trị thiên hà m. Vào cuối của trò chơi, tuy nhiên, đã tiết lộ kế hoạch của Vader không phải là lật đổ Palpatine mà chỉ đơn thuần là sử dụng người học việc của mình để tiếp xúc với các kẻ thù của Empire. Tại đỉnh cao của trò chơi, người chơi được lựa chọn giữa việc tấn công Palpatine để giúp các bạn bè Rebel của mình thoát khỏi Death Star hoặc giết chết Vader để trở thành người học việc mới của Hoàng đế. 
Ông xuất hiện trong phần tiếp theo The Force Unleashed II như là nhân vật đối kháng chính và trùm cuối
Vader là một nhân vật có thể chơi trong các trò chơi khác, bao gồm Lego Star Wars: The Video Game, Lego Star Wars II: The Original Trilogy, Lego Star Wars: The Complete Saga, Soulcalibur IV, Star Wars: Battlefront II, Star Wars: Empire at War và bản mở rộng Forces of Corruption, và Star Wars: Galactic Battlegrounds. Vader là một nhân vật hoạt động nhưng là một NPC trong Star Wars Galaxies. Ngoài ra, ông cũng xuất hiện trong Star Wars Jedi: Fallen Order
Trong năm 2010, IGN xếp hạng 25 cho Darth Vader trong "Top 100 Videogames Villains" .

## Đặc điểm
Trong Attack of the Clones, Anakin cảm thấy "ngột ngạt" bởi Obi-Wan Kenobi và không thể kiểm soát cuộc sống của mình. trong Revenge of the Sith, tuy nhiên, sự ma sát "cha con" của Anakin với sư phụ của mình đã trưởng thành vào một mối quan hệ anh em, bình đẳng . Sau khi trở thành Darth Vader, cứ mỗi hành động tội ác mà ông thực hiện càng làm cho khó khăn hơn cho ông để trở lại với ánh sáng , nhưng Vader cuối cùng thoát khỏi mặt tối và cứu rỗi mình trước khi ông chết bằng cách cứu con trai mình và giết chết Palpatine .
Eric Bui, một bác sĩ tâm thần tại Bệnh viện Trường Đại học Toulouse, lập luận tại hội nghị năm 2007 của Hiệp hội Tâm thần Mỹ là Anakin đáp ứng 6 trong số 9 tiêu chuẩn chẩn đoán của chứng rối loạn nhân cách đường biên giới (BPD), nhiều hơn mức cần thiết để chẩn đoán. Ông và một đồng nghiệp, Rachel Rodgers, công bố phát hiện của họ trong một bức thư năm 2010 cho biên tập viên của tạp chí Psychiatry Research. Bui cho biết ông đã tìm thấy Anakin Skywalker là một ví dụ hữu ích để giải thích BPD cho sinh viên y khoa . Đặc biệt, Bui chỉ ra hội chứng bị bỏ rơi của Anakin và không chắc chắn về danh tính của anh. Vụ giết người hàng loạt của Anakin với các Raiders Tusken trong Attack of the Clones và Jedi trẻ tuổi trong Revenge of the Sith là hai tập phân ly, hoàn thành một tiêu chí. Bui hy vọng bài báo của mình sẽ giúp nâng cao nhận thức của chứng rối loạn, đặc biệt là trong số thanh thiếu niên .

## Ảnh hưởng văn hóa
Tình trạng mang tính biểu tượng Darth Vader đã làm nhân vật đồng nghĩa cho cái ác trong văn hóa; bác sĩ tâm thần thậm chí coi ông như là một ví dụ hữu ích để giải thích chứng rối loạn nhân cách đường biên giới cho sinh viên y khoa . Câu chuyện nguồn gốc của Anakin trong The Menace Phantom đã được dùng để nhắc về bản sắc của người Mỹ gốc Phi , và sự bất mãn của ông với cuộc sống của mình đã được so sánh với Tất Đạt Đa trước khi ông trở thành Đức Phật . Một nhà thờ Mexico khuyên các tín hữu Kitô chống lại việc xem The Menace Phantom bởi vì nó miêu tả Anakin như là một hình tượng Chúa Giêsu . Một con bọ chất nhờn khuôn mẫu của Agathidium được đặt theo tên của Vader , và nhiều tòa nhà trên toàn cầu thường xuyên được so với ông . Một hình ảnh mờ của Darth Vader phủ bóng lên phía nam của tòa tháp phía tây bắc Washington National Cathedral . Trong mùa 2007–08 NHL, người giữ khung thành của Ottawa Senators là Martin Gerber thực hiện rất tốt trong một mặt nạ màu đen mà người hâm mộ gọi là ông "Darth Gerber" . Nhiều nhà bình luận và diễn viên hài cũng đã gợi lên gương mặt của ông để châm biếm các chính trị gia và các nhân vật công cộng khác, và một số nhân vật chính trị Mỹ có được không tâng bốc so với nhân vật. Ví dụ, Al Gore gọi Tele-Communications Inc. của John C. Malone là "Darth Vader của cáp" , và nhà chính trị chiến lược Lee Atwater được biết đến bởi kẻ thù chính trị của ông là "Darth Vader của Đảng Cộng hòa" .
Ngày 22 tháng 6 năm 2006, Phó Tổng thống Mỹ Dick Cheney gọi mình là Darth Vader của chính quyền Bush. Thảo luận về triết lý của chính quyền trong việc thu thập tình báo, ông nói với John King của CNN, "Điều đó có nghĩa là chúng ta cần có khả năng để theo đi sau và bắt giữ hoặc giết chết những người người đang cố gắng để giết người Mỹ. Đó là không phải là một công việc dễ chịu. Đó là công việc rất nghiêm túc. Và tôi cho rằng, đôi khi người xem thái độ của tôi và nói, "'Vâng, ông là Darth Vader của chính quyền."  Jon Stewart đội mũ bảo hiểm Darth Vader đến gọi Dick Cheney là một "kindred spirit" trên The Daily Show vào 25 tháng 1 năm 2007 . Vợ của Cheney, Lynne tặng cho Stewart một nhân vật hành động Darth Vader khi cô lên sóng trên chương trình vào ngày 10 tháng 10 năm 2007. Cả Stewart và Stephen Colbert thỉnh thoảng được gọi Cheney là "Darth Cheney". Trong phim hoạt hình châm biếm cho thấy Lil' Bush, cha của Dick Cheney được miêu tả như là Darth Vader. Tại sự kiện của chiến dịch tranh cử tổng thống vào ngày 19 tháng 9 năm 2007, Hillary Rodham Clinton cũng gọi Cheney là Darth Vader. Vào năm 2008, Bữa tối của Hiệp hội phóng viên phát thanh và truyền hình tại Washington, Cheney nói đùa rằng người vợ Lynne đã so sánh Vader với "humanizes" của ông. George Lucas nói với nhà bình luận Maureen Dowd của The New York Times rằng Cheney đgiống Hoàng đế Palpatine hơn, và sẽ tốt hơn nếu cho Vader là George W. Bush . Một số của Newsweek tham chiếu trích dẫn nội dung bài viết này, và so Bush và Cheney với Vader và Palpatine trong một bài viết châm biếm chính trị gia bằng cách so sánh tới nhiều nhân vật Star Wars và Star Trek .
Nhiều bộ phim và loạt phim phim truyền hình có trả tiền tỏ lòng tôn kính đến Darth Vader. Marty McFly trong Back to the Future (1985), mặc quần áo bức xạ, tự gọi mình là "Darth Vader từ hành tinh Vulcan" để thuyết phục phiên bản quá khứ của cha ông để hỏi mẹ của mình đi khiêu vũ. Rick Moranis đóng vai "Dark Helmet" trong phim nhại Star Wars Spaceballs (1987). trong Chasing Amy (1997), Hooper X phát biểu tại một hội nghị truyện tranh về Darth Vader là một phép ẩn dụ làm thế nào mà khoa học viễn tưởng kém đối xử với người da đen, đặc biệt là xúc phạm Vader, "anh trai da đen trong thiên hà", tiết lộ mình là "ông già da trắng yếu ớt, hay quạu quọ "ở cuối Return of the Jedi. TrongLaugh It Up, Fuzzball: The Family Guy Trilogy, một nhái lại của 3 phim Star Wars, các nhân vật của Family Guy miêu tả các nhân vật của bộ phim; Stewie Griffin (Seth MacFarlane) đóng vai Darth Vader. Trong Night At The Museum: Battle of the Smithsonian, Kahmunrah từ chối Vader gia nhập quân đội của ông ("Is zat your breezing?"). Ngoài ra, một chương trình thương mại năm 2011 của Volskwagon Passat minh họa một cậu bé ăn mặc như là Darth Vader cố gắng sử dụng Thần lực vào các mặt hàng gia dụng với "Imperial March" chơi trong nền.
Nhân vật đã được tiếp nhận nhiều tích cực như một nhân vật phản diện phim cổ điển. Viện phim Mỹ được liệt kê ông dứng thứ ba trong các nhân vật phản diện trong phim vĩ đại nhất trong lịch sử điện ảnh trong 100 Years... 100 Heroes and Villains, sau Hannibal Lecter và Norman Bates . Darth Vader là cũng xếp thứ hai trong danh sách 2008 của tạp chí Empire là The 100 Greatest Movie Characters. Tạp chí Premiere cũng xếp hạng Vader trong danh sách The 100 Greatest Movie Characters of All Time . Trong danh sách 100 Greatest Fictional Characters, Fandomania.com xếp hạng Vader ở vị trí thứ 6 . Darth Vader cũng là #1 supervillain trong Ultimate Super Heroes, Vixens and Villains của Bravo . Darth Vader là cũng xếp hạng là #1 trong danh mục top 100 nhân vật Star Wars của IGN . Hơn nữa, câu nói của Darth Vader trong The Empire Strikes Back - "Không, tôi là cha của cậu" (thường được trích dẫn sai là "Luke, tôi là cha của cậu")  - là một trong các câu nói nổi tiếng nhất trong lịch sử điện ảnh. Câu nói đã được chọn là một trong số 400 ứng cử viên cho 100 Years... 100 Movie Quotes của Viện phim Mỹ, một danh sách các câu nói nổi tiếng nhất trong phim lớn nhất Mỹ . Nó thường được nhại lại và bắt chước trong các hình thức khác của các phương tiện truyền thông như phim ảnh và truyền hình.